# Ulice brez ljubezni
Ulice brez ljubezni je erotični roman Janeza Švajncerja.

## Zgodba
Nada je mlada zobozdravnica v ambulanti doktorja Črnjavška v Ljubljani in si išče stanovanje. Vseli se k zakoncema Mežič, ki oddajata sinovo sobo, medtem ko je on v vojski. V parku spozna Boruta, ki ji ukrade srce. Nekaj časa sta par, potem pa se je on naveliča in jo zapusti. Kmalu po razhodu ugotovi, da je noseča.
Nadina sodelavka Klemena nima sreče v ljubezni. Muči jo preteklost, v otroštvu jo je namreč spolno nadlegovala odrasla ženska. Nekaj časa je hodila z Mirkom, ki jo je zapustil, nato pa je spoznala poročenega moškega, Otmarja Kelca. 
Otmar Kelec je direktor nekega podjetja. Kmalu postane čisto obseden s Klemeno in s finančnimi sredstvi kolektiva svojega podjetja začne graditi vilo, v katero se hoče vseliti z njo. Zaposleni se pritožijo in odstavijo ga z mesta direktorja, za nameček pa ga tudi Klemena noče več videti. 
Silvo, sin gospoda in gospe Mežič, se iz vojske vrne v Ljubljano. Med odsotnostjo mu je mama v pismih veliko pisala o Nadi, ki je zdaj prebivala v njegovi sobi. Ko se nekaj dni po njegovem prihodu prvič srečata, se Silvo zagleda vanjo. V preteklih letih je hodil z dvema ženskama; najprej z Olgo, ki ga je zapustila zaradi drugega, nato pa s Cito, vdovo in materjo dveh otrok, s katero pa se je razšel ob odhodu v vojsko.
Gospod Frece nekega dne pred Namo ogovori študentko Justiko Rižnar, ki si s še tremi drugimi deli sobico neke stanovanjske hiše v Ljubljani, in ji ponudi večje stanovanje s posebnim vhodom. Navdušena nad njegovo prijaznostjo mu sledi v stanovanje, kjer jo napoji z likerjem in jo v njenem nezavednem stanju posili. Po nekaj tednih Justika ugotovi, da je noseča.

## Kritike in literarna zgodovina
»Roman je za avtorja skorajda eksperiment v vsebinskem in oblikovnem pogledu — delo sestavljajo nekako simultano, a med sabo (ne)povezane zgodbe, ki pa ni dal pričakovanega rezultata. Vendar njegov neuspeh ne izvira toliko iz zunanjih, tehničnih prijemov, kakor iz pisateljevega ne dovolj odprtega razmerja do življenjskega gradiva, ki ga je skušal preoblikovati: kot na dlani je namreč, da snov povečini ni doživela smiselne organizacije niti oživljajoče duhovne presvetlitve, skratka, z izjemo nekaj odstavkov je ostala zgolj materija.« (Horvat 1965)